# Matjaž Poklukar
Matjaž Poklukar (* 30. Januar 1973 in Jesenice) ist ein slowenischer Biathlet.

## Werdegang
Matjaž Poklukar ist Ausbilder beim Militär und lebt in Gorje. Der Zwillingsbruder von Jože Poklukar startet für ŠD Gorje, betreibt Biathlon seit 1991 und gehört seitdem auch dem Nationalkader an. Im Biathlon-Weltcup debütierte Poklukar 1993 in einem Sprint in Antholz, wo er 100. wurde. Erstmals konnte er 1994 als Zehnter im Einzel im kanadischen Hinton erste Weltcuppunkte sammeln. Im folgenden Jahr erreichte er mit einem dritten Platz im Sprint von Lahti sein bestes Ergebnis und seinen einzigen Podiumsplatz im Weltcup. In neun Saisonen konnte der Slowene zwischen 1993/94 und 2005/06 Weltcuppunkte erlaufen.
An Biathlon-Weltmeisterschaften nahm Poklukar zwischen 1995 und 1999 sowie 2004 und 2006 teil. Beste Platzierungen waren ein 29. Platz im Einzel 1995 in Antholz sowie als Siebter mit der Staffel 2006 in Pokljuka. Für Olympische Spiele qualifizierte er sich nur 2006. Im Einzel wurde er in Turin 47., in der Staffel Zehnter. 2000, 2001 und 2003 nahm er ohne nennenswerte Ergebnisse an Europameisterschaften teil. Zwischen 2003 und 2007 wurde Poklukar zudem häufig im Europacup eingesetzt. In Méribel gewann er 2003 ein Einzel.

## Biathlon-Weltcup-Platzierungen
Die Tabelle zeigt alle Platzierungen (je nach Austragungsjahr einschließlich Olympische Spiele und Weltmeisterschaften).
- 1.–3. Platz: Anzahl der Podiumsplatzierungen
- Top 10: Anzahl der Platzierungen unter den ersten zehn (einschließlich Podium)
- Punkteränge: Anzahl der Platzierungen innerhalb der Punkteränge (einschließlich Podium und Top 10)
- Starts: Anzahl gelaufener Rennen in der jeweiligen Disziplin

| Platzierung                      | Einzel | Sprint | Verfolgung | Massenstart | Team | Staffel | Gesamt |
| -------------------------------- | ------ | ------ | ---------- | ----------- | ---- | ------- | ------ |
| 1. Platz                         |        |        |            |             |      |         |        |
| 2. Platz                         |        |        |            |             |      |         |        |
| 3. Platz                         |        | 1      |            |             |      | 1       | 2      |
| Top 10                           | 2      | 2      |            |             | 1    | 10      | 15     |
| Punkteränge                      | 8      | 8      | 2          |             | 1    | 20      | 39     |
| Starts                           | 46     | 84     | 28         |             | 1    | 20      | 179    |
| Stand: nach der Saison 2008/2009 |        |        |            |             |      |         |        |